# Jennifer Rhodes
Jennifer Rhodes (Rosiclare, 17 augustus 1947) is een Amerikaans actrice. Ze groeide op in haar geboorteplaats Rosiclare, een klein dorpje aan de rivier de Ohio. Ze volgde een theateropleiding aan de Southern Illinois University.
Rhodes speelde onder meer Grams, de spijkerharde matriarch van de Halliwell-Clan in de televisieserie Charmed. Ook maakte ze haar opwachting in televisieseries als Fame, Matlock, Little House on the Prairie, Full House, Murphy Brown en Friends.